# Championnat de Suisse de football de troisième division 2018-2019
Navigation
Promotion League 2017-2018 Promotion League 2019-2020
La saison 2018-2019 de Promotion League est la 7e édition (la 5e depuis son changement de nom) de la 3e division du football suisse et constitue le troisième niveau de la hiérarchie du football en Suisse, derrière la Super League et la Challenge League. Le championnat oppose 16 clubs en matches aller-retour.
Le FC Wohlen a été relégué car le club n'a pas sollicité, dans les délais impartis, une licence de jeu pour l’exercice 2018-19. Le club argovien sera ainsi relégué au terme de la saison après 16 ans d’appartenance à la seconde division. Le championnat débute le 4 août 2018 et prend fin le 5 mai 2019.

## Clubs participants
| \| Bâle U21 Bavois Bellinzone Breitenrain Brühl SG Cham Köniz La Chaux-de-Fonds Lausanne Münsingen Nyon Sion U21 Wohlen Yverdon Zurich U21 SCYFJ Zurich \| Localisation des clubs engagés dans le championnat. |
| Bâle U21 Bavois Bellinzone Breitenrain Brühl SG Cham Köniz La Chaux-de-Fonds Lausanne Münsingen Nyon Sion U21 Wohlen Yverdon Zurich U21 SCYFJ Zurich                                                           |

| Club                 | En de troisième division depuis | Classement 2017-2018 | Canton     | Stade                      | Capacité |
| -------------------- | ------------------------------- | -------------------- | ---------- | -------------------------- | -------- |
| FC Wohlen            | 2018                            | 10e (CL)             | Argovie    | Stadion Niedermatten       | 6 250    |
| FC Stade Nyonnais    | 2012                            | 2e                   | Vaud       | Stade de Colovray          | 7 200    |
| Yverdon-Sport        | 2017                            | 3e                   | Vaud       | Stade municipal            | 8 200    |
| FC Bâle II           | 2012                            | 4e                   | Bâle-Ville | Rankhof                    | 7 000    |
| Stade Lausanne Ouchy | 2017                            | 5e                   | Vaud       | Centre sportif de Vidy     | 2 000    |
| FC Köniz             | 2013                            | 6e                   | Berne      | Liebefeld                  | 1 000    |
| FC Zurich II         | 2012                            | 7e                   | Zurich     | Sportplatz Heerenschürli   | 1 120    |
| SC Brühl SG          | 2012                            | 8e                   | Saint-Gall | Paul-Grüninger-Stadion     | 4 200    |
| FC Breitenrain       | 2012                            | 9e                   | Berne      | Spitalacker                | 1 450    |
| FC Sion II           | 2012                            | 10e                  | Valais     | Stade de Tourbillon        | 20 200   |
| SC Cham              | 2015                            | 11e                  | Zoug       | Stadion Eizmoos            | 1 800    |
| SC YF Juventus       | 2012                            | 12e                  | Zurich     | Utogrund                   | 2 850    |
| FC Bavois            | 2016                            | 13e                  | Vaud       | Terrain des Peupliers      | 659      |
| FC La Chaux-de-Fonds | 2016                            | 14e                  | Neuchâtel  | Stade de la Charrière      | 12 700   |
| AC Bellinzone        | 2018                            | 1er Gr.3 (1re ligue) | Tessin     | Stadio Comunale Bellinzone | 5 650    |
| FC Münsingen         | 2018                            | 2e Gr.2 (1re ligue)  | Berne      | Sandreutenen               | 2 200    |

## Classement
| Rang | Équipe               | Pts | J  | G  | N  | P  | Bp | Bc | Diff |
| ---- | -------------------- | --- | -- | -- | -- | -- | -- | -- | ---- |
| 1    | Stade Lausanne Ouchy | 69  | 30 | 21 | 6  | 3  | 74 | 28 | +46  |
| 2    | Yverdon Sport FC     | 60  | 30 | 17 | 9  | 4  | 55 | 22 | +33  |
| 3    | AC Bellinzone P      | 58  | 30 | 16 | 10 | 4  | 49 | 23 | +26  |
| 4    | SC Cham              | 50  | 30 | 14 | 8  | 8  | 52 | 40 | +12  |
| 5    | FC Sion II           | 45  | 30 | 13 | 6  | 11 | 41 | 38 | +3   |
| 6    | FC Stade Nyonnais    | 43  | 30 | 13 | 4  | 13 | 56 | 36 | +20  |
| 7    | FC Köniz             | 41  | 30 | 10 | 11 | 9  | 41 | 46 | -5   |
| 8    | FC Bavois            | 40  | 30 | 9  | 13 | 8  | 48 | 43 | +5   |
| 9    | FC Bâle II           | 38  | 30 | 9  | 11 | 10 | 49 | 43 | +6   |
| 10   | FC Breitenrain       | 38  | 30 | 11 | 5  | 14 | 44 | 54 | -10  |
| 11   | FC Münsingen P       | 37  | 30 | 9  | 9  | 11 | 29 | 44 | -15  |
| 12   | SC Brühl SG          | 36  | 30 | 9  | 9  | 12 | 53 | 52 | +1   |
| 13   | FC Zurich II         | 33  | 30 | 8  | 9  | 13 | 32 | 44 | -12  |
| 14   | SC YF Juventus       | 29  | 30 | 9  | 2  | 19 | 35 | 54 | -19  |
| 15   | FC Wohlen R          | 28  | 30 | 6  | 10 | 14 | 40 | 58 | -18  |
| 16   | FC La Chaux-de-Fonds | 11  | 30 | 2  | 5  | 23 | 25 | 95 | -70  |

Légende des couleurs
- 1er : Promu en Challenge League 2019-2020
- Qualifié pour le 1er tour principal de la Coupe de Suisse 2019-2020
- 15e et 16e : Relégation en 1re Ligue

Abréviations
- R : Relégué de Challenge League 2017-2018
- P : Promu de 1re Ligue

## Classement des buteurs
- Classement des buteurs sur el-pl.ch

## Calendrier d'octroi des licences III pour la 2019-2020
| Activité                                                                                          | Responsabilité                          | Date               |
| ------------------------------------------------------------------------------------------------- | --------------------------------------- | ------------------ |
| Date limite de remise des documents pour l'octroi de la licence aux clubs                         | Licensing Manager                       | Vendredi, 14.12.18 |
| Date limite pour le dépôt des documents pour l'octroi de la licence auprès du bailleur de licence | Candidats à la licence                  | Lundi, 04.03.19    |
| Délai supplémentaire pour la livraison des documents manquants pour l'octroi de la licence        | Candidats à la licence                  | Mardi, 12.03.19    |
| Communication des décisions pour l'octroi des licences par la Commission des licences             | Président de la Commission des licences | Lundi, 29.04.19    |
| Fin du délai de recours                                                                           | Candidats à la licence                  | Jeudi, 02.05.19    |
| Fixation du délai péremptoire de min. 3 jours                                                     | Président de l'Autorité de recours      | Jeudi, 16.05.19    |
| Communication des décisions pour l'octroi des licences par l'Autorité de recours                  | Président de l'Autorité de recours      | Vendredi 24.05.19  |

Source : site internet de la SFL